# کمبرستاتین ای-۱
کمبرستاتین ای-۱ (به انگلیسی: Combretastatin A-1) یک ترکیب شیمیایی با شناسه پاب‌کم ۶۰۷۸۲۸۲ است. 